# Eleições estaduais de Viena 1996
O dia eleitoral foi o 13 de Outubro de 1996.

## Sondagens eleitorais (por cento)
| Data       | Instituto | SPÖ   | FPÖ   | ÖVP   | Verdes | LIF |
| ---------- | --------- | ----- | ----- | ----- | ------ | --- |
| 8.8.1996   | Gallup    | 40-42 | 24-26 | 16-18 | 7-9    | 6-8 |
| 22.8.1996  | Market    | 41    | 26    | 16    | 8      | 9   |
| 29.8.1996  | Gallup    | 39-42 | 24-26 | 16-18 | 8-10   | 7-9 |
| 12.9.1996  | Gallup    | 38-42 | 25-27 | 15-17 | 9-11   | 7-9 |
| 20.9.1996  | Market    | 41    | 26    | 15    | 10     | 8   |
| 26.9.1996  | Gallup    | 39-41 | 24-26 | 15-17 | 10-12  | 7-9 |
| 10.10.1996 | Market    | 42    | 25    | 15    | 10-11  | 7-8 |
| 10.10.1996 | Gallup    | 39-43 | 22-26 | 16-18 | 10-11  | 6-7 |

| \| Partido \| Por cento \| Lugares \| \| ------- \| --------- \| ------- \| \| SPÖ \| 39,2 \| 43 \| \| FPÖ \| 27,9 \| 29 \| \| ÖVP \| 15,9 \| 15 \| \| LIF \| 8,0 \| 6 \| \| Verdes \| 7,9 \| 7 \| SPÖ: Michael Häupl Os Verdes: Friedrun Huemer |           |         |
| Partido | Por cento | Lugares |
| SPÖ | 39,2      | 43      |
| FPÖ | 27,9      | 29      |
| ÖVP | 15,9      | 15      |
| LIF | 8,0       | 6       |
| Verdes | 7,9       | 7       |

| Partido | Por cento | Lugares |
| ------- | --------- | ------- |
| SPÖ     | 39,2      | 43      |
| FPÖ     | 27,9      | 29      |
| ÖVP     | 15,9      | 15      |
| LIF     | 8,0       | 6       |
| Verdes  | 7,9       | 7       |